# Sannarpshallen
Sannarpshallen, ursprungligen Halmstads Ishall, är en ishall i Halmstad. Hallen invigdes 1971 och byggdes efter ritningar av Carl Estmar, och har en publikkapacitet på 4 000 åskådare vid sportevenemang.  Ett nytt badhus kallat Sannarpsbadet byggdes 1997 - 1998 "vägg i vägg" med Sannarpshallen.  De båda anläggningarna hade separata entréer, och var arkitektoniskt väldigt olika.
I september 2006 beslutades det att ny multiarena skulle uppföras i Sannarpsområdet. Bygget påbörjades november 2007 och var klart i  november 2009. Rent praktiskt innebar bygget att den befintliga Sannarpshallen (med den intilliggande simhallen Sannarpsbadet) renoverades och byggdes ut med en extra isbana och flera idrottshallar i olika storlek. Namnet på den nya arenan är Halmstad Arena. Sedan bygget av Halmstads Arena färdigställts 2009 så kallas Sannarpshallen i dag för "Halmstad Arena Is" (Hus E) och Sannarpsbadet för "Halmstad Arena Bad" (Hus F) 
Sannarpshallen var Halmstad Hockeyklubb, senare Halmstad Hammers HC, hemmaarena fram till dess att föreningen gick i konkurs den 15 november 2005. Halmstad Hockey (Halmstad HF) som bildades efter Halmstad Hammers konkurs spelar sina hemma matcher där. Halmstad Hockey tog 2017 namnet efter konkursade Halmstad Hammers HC. En andra klubb som bildades efter Hammers konkurs, Sannarps HC spelade sina hemmamatcher i hallen, men klubben har upphört med verksamheten. 
Hallen har tidigare även använts av handbollsklubben HK Drott under SM-slutspelsmatcher.